# Ngựa đốm khoang
Ngựa đốm khoang (tiếng Anh: Spotted Saddle Horse) là một giống ngựa có nguồn gốc từ Hoa Kỳ được phát triển bằng cách lai các loại ngựa ngựa kiểu Tây Ban Nha với ngựa dáng đẹp, chẳng hạn như ngựa Tennessee. Kết quả là một con ngựa đầy màu sắc, mượt mà, được sử dụng trong các cuộc thi triển lãm ngựa và cưỡi ngựa. Hai cơ quan đăng ký đã được tạo ra cho giống ngựa này, một vào năm 1979 và một vào năm 1985. Cả hai có yêu cầu đăng ký tương tự, mặc dù có một cuốn sổ phả hệ mở và một khác nghiêm ngặt hơn một chút so với yêu cầu của cha mẹ, có bán chốt sổ của cuốn sổ gốc đăng ký phả hệ giống ngựa. Spotted Saddle là một con ngựa cưỡi ngựa hạng nhẹ, luôn có đầy màu sắc. Những con ngựa màu rắn từ cha mẹ đã đăng ký có thể được đăng ký cho mục đích nhận diện, vì vậy những con ngựa màu pinto của chúng có tài liệu lưu trữ từ cha mẹ.
Chúng luôn luôn thực hiện một dáng đi nhảy nhịp nhàng (ambling), chứ không phải là một dạng nước kiệu, ngoài các dáng vẻ của giai đoạn cuốc bộ và phi nước đại, thực hiện bởi tất cả các giống. Spotted Saddle được phát triển từ những con ngựa pinto của tổ tiên giống ngựa Tây Ban Nha. Chúng được lai với các giống ngựa lớn của Mỹ như ngựa Morgan và ngựa giống tiêu chuẩn (Standardbred), được phát triển sau cuộc cách mạng Mỹ, để tăng kích thước trong khi giữ lại màu sắc và dáng đi mong muốn. Sau Nội chiến Hoa Kỳ, thêm máu ngựa thi dáng đã được bổ sung, với các giống góp phần bao gồm ngựa Tennessee, ngựa Missouri Fox Trotter, ngựa Paso Fino và ngựa Peru Paso. Những con ngựa Mustang từ phía Tây nước Mỹ cũng được hợp nhất. Ban đầu được phát triển ở trung tâm Tennessee, và được chọn lọc cho màu sắc pinto, chúng được sử dụng cho cưỡi ngựa dạo chơi và cưỡi ngựa đường dài (trail riding) 